# Воскресенська сільська рада (Буринський район)
Воскресе́нська сільська́ ра́да — колишній орган місцевого самоврядування в Буринському районі Сумської області. Адміністративний центр — село Воскресенка.

## Загальні відомості
- Населення ради: 1 158 осіб (станом на 2001 рік)

## Населені пункти
Сільській раді були підпорядковані населені пункти:
- с. Воскресенка
- с. Вікторинівка

## Склад ради
Рада складалася з 14 депутатів та голови.
- Голова ради: Гніденко Сергій Борисович
- Секретар ради: Федорченко Олена Володимирівна

### Керівний склад попередніх скликань
| Прізвище, ім'я, по батькові | Основні відомості                                                               | Дата обрання | Дата звільнення |
| --------------------------- | ------------------------------------------------------------------------------- | ------------ | --------------- |
| Макаренко Катерина Іванівна | Сільський голова, 1958 року народження, позапартійна                            | 26.03.2006   | 31.10.2010      |
| Гніденко Сергій Борисович   | Сільський голова, 1970 року народження, освіта середня спеціальна, безпартійний | 31.10.2010   |                 |

Примітка: таблиця складена за даними сайту Верховної Ради України